# Leucon pallidus
Leucon pallidus är en kräftdjursart som beskrevs av Georg Ossian Sars 1865. I den svenska databasen Dyntaxa används istället namnet Alytoleucon pallidus. Leucon pallidus ingår i släktet Leucon och familjen Leuconidae. Arten är reproducerande i Sverige. Inga underarter finns listade i Catalogue of Life.

## Bildgalleri

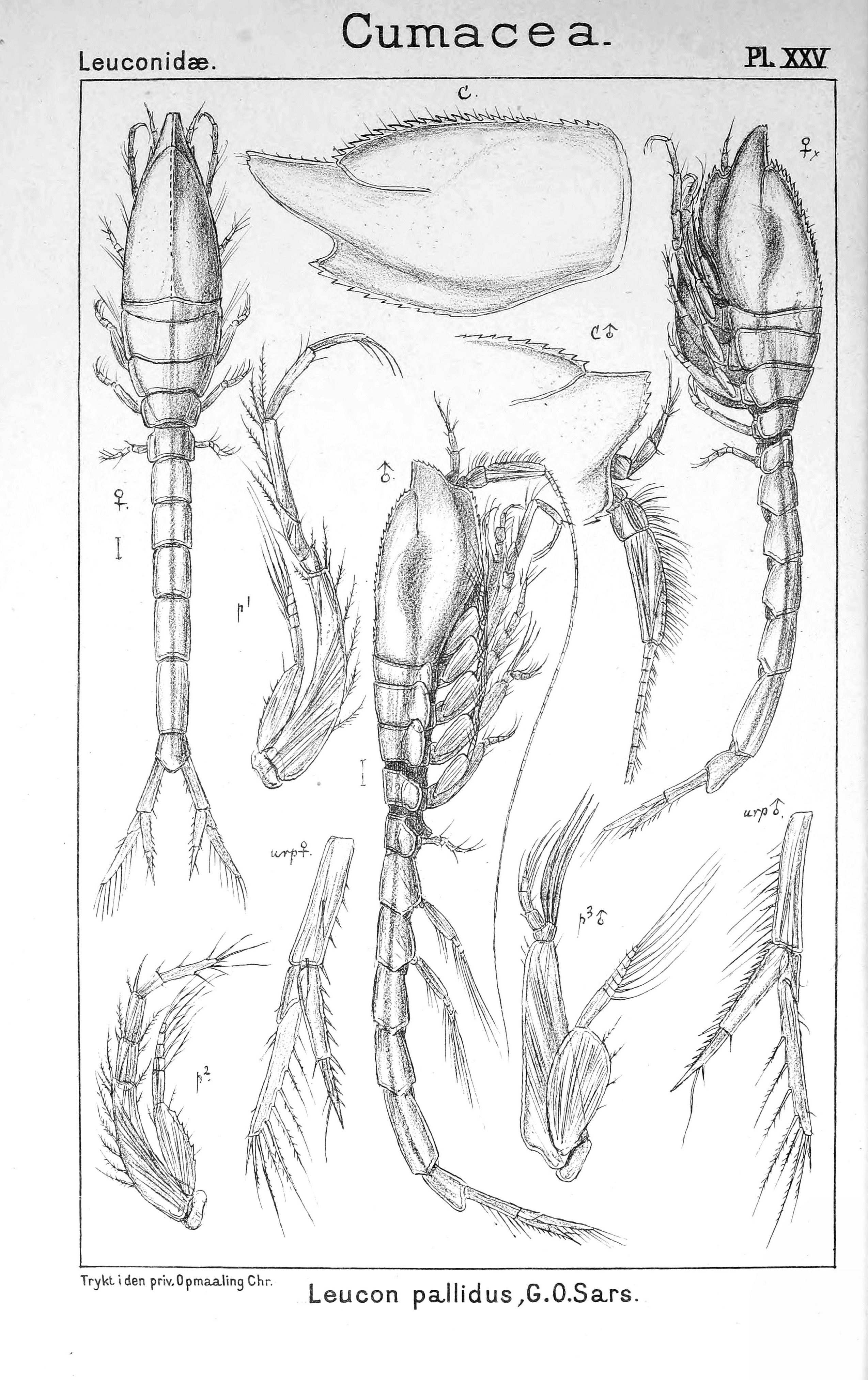